# Wii Sports
Wii Sports (2006) är ett sportspel utvecklat av Nintendo. Det var det första spelet till Wii som lanserades och ingår även i paketet vid köp av spelkonsolen.

## Om spelet
Spelet består av fem idrottsgrenar: tennis, baseboll, golf, bowling och boxning. Dessa grenar kan spelas ensam, mot andra spelare eller i ett speciellt träningsläge.
Det går att spela upp till fyra spelare samtidigt, med undantag från baseboll och boxning som stödjer maximalt två spelare. Om man spelar med en registrerad mii-figur registreras också poäng som fungerar som en slags rankning av spelarens skicklighet och avgör hur svåra motståndare spelaren möter. Poängen räknas separat för varje gren och vid 1000 poäng eller mer får spelarens mii-figur titeln PRO.
Spelet har även släppts till Wii U under namnet Wii Sports Club.
Spelet har också en väldigt känd introlåt och ger nostalgi till många människor.